# وو جی‌یای
وو جی‌یای (انگلیسی: Wu Jiayi؛ زادهٔ ۱ دسامبر ۱۹۹۵) بازیگر اهل چین است. وی از سال ۲۰۱۴ میلادی تاکنون مشغول فعالیت بوده است.
از فیلم‌ها یا برنامه‌های تلویزیونی که وی در آن نقش داشته است می‌توان به آکادمی نظامی آرسنال اشاره کرد.